# .so
.so는 소말리아의 국가 도메인이었지만, 오랫동안의 미사용 후 2010년 11월 1일 .so 도메인은 Posts and Telecommunications의 부처로부터 규제되는 .SO Registry에 의해서 공식적으로 다시 사용되었다.
2013년 7월 11일 소말리아의 ISO 3166-1 코드는 ccTLD에 사용된 SO를 반영하도록 변경되었다.
2015년 7월 8일에 .so ccTLD 레지스트리가 SONIC(소말리아 네트워크 정보 센터)로 이전되었으며, 이로 인해 소말리아와 관련이 없는 개인 및 조직의 .so 도메인 이름 구매에 대한 새로운 제한이 도입되었다. 그 결과, 몇몇 등록 기관에서는 새로운 .so 도메인 이름 등록을 일시 중단했다.
2018년 3월 9일, 소말리아에 새로 설립된 통신 규제 기관인 국가 통신 당국(NCA)은 소말리아 국가 정보 센터(SONIC)와 클라우드 레지스트리(Cloudy Registry)로부터 국가의 최상위 인터넷 도메인(dotSO)을 완전히 장악했다.